# Штегаурах
Штегаурах (нім. Stegaurach) — громада в Німеччині, розташована в землі Баварія. Підпорядковується адміністративному округу Верхня Франконія. Входить до складу району Бамберг. Центр об'єднання громад Штегаурах.
Площа — 23,89 км2. Населення становить 7099 ос. (станом на 31 грудня 2020).

## Географія

### Адміністративний поділ
Громада  складається з 13 районів:
- Дебрінг
- Деллергоф
- Деллерн
- Гартланден
- Гефен
- Кайфек
- Кноттенгоф
- Кройчу
- Мюлендорф
- Мутцерсгоф
- Зегефляйн
- Унтераурах
- Вайцендорф